# 李雨轩
李雨轩（1983年12月6日—，曾名：李彥希、李继春)，中国大陆男演员。

## 生平
畢業於解放軍藝術學院。出演過高希希導演執導的多部電視劇並在劇中有出色的表現，從 《新上海灘》、《甜蜜蜜》一直到新版《三國》，每次用心的塑造都換來了表演道路上的一步成長。於湖南衛視播出的古裝劇《陸貞傳奇》中擔任男配角沈嘉彥。座右铭：「我不會成为任何人，任何人也替代不了我。」

## 影视作品

### 电视剧
- 2007《新上海滩》飾 常
- 2008《甜蜜蜜》飾 黑皮
- 2009《狙击手》飾 二勇
- 2010《三国》飾 曹植
- 2011《妈妈我爱你》飾 柯守亮
- 2011《天下人家》飾 黑皮
- 2010《血战长空》飾 柳鸣生
- 2012《楚汉传奇》飾 子婴
- 2013《陆贞传奇》飾 沈嘉彦
- 2014《爱的妇产科》飾 李默
- 2014《小时代之折纸时代》飾	 江宇程枫
- 2014《独家披露》飾
- 2015《冰与火的青春》飾 李克寒
- 2015《大宋传奇之赵匡胤》飾 韩珪
- 2016《蔷薇的战争》(越南播出)飾 程枫
- 2017《思美人》飾 张仪
- 2017《思美人之山鬼后裔》(網絡劇)飾 章仪
- 2017《春天里》飾 高中
- 2018《天意》(網絡劇)飾 張良/子房
- 2018《沙海老兵》飾 杜嘎子
- 2021《上陽賦》飾 牟連
- 2021《小女霓裳》飾  袁道成
- 2022《蓝焰突击》飾 王一山
- 2022《山河月明》飾 朱棡
- 2024《流光引》(網絡劇)飾 君北辰

## 評價
- 高希希版《三國》中李彥希飾演才子曹植，其舉手投足間都將曹植儒雅的氣質演繹得淋漓盡致，備受觀眾好評。高希希導演表示，當初選擇李彥希就是看中了他身上所蘊含的獨特儒雅氣質。

## 外部連結
- 李雨轩一一大春的新浪微博
- 李彦希一一大春的新浪博客